# Devics
Devics est un groupe américain de dream pop formé à Los Angeles en 1993 par Sara Lov et Dustin O'Halloran.

## Discographie
- 1996 Buxom (LP, self release)
- 1998 If You Forget Me... (LP)
- 2000 The Ghost in the Girl (EP)
- 2001 My Beautiful Sinking Ship (LP)
- 2003 "Red morning" (7" Vinyl Single)
- 2003 The Stars at Saint Andrea (LP)
- 2003 Ribbons (EP)
- 2005 Distant Radio (EP)
- 2006 Push the Heart (LP)